# Lepice
Lepice (Hydrolea) je jediný rod čeledi lepicovité dvouděložných rostlin z řádu lilkotvaré (Solanales). Jsou to vlhkomilné byliny a keře s jednoduchými střídavými listy a modrými pravidelnými květy, rozšířené především v tropech.

## Popis
Lepice jsou jednoleté nebo vytrvalé byliny a keře s jednoduchými střídavými listy. Rostliny jsou lysé nebo pokryté žlaznatými chlupy. Často mají ostny. Květy jsou oboupohlavné, pravidelné až lehce dvoustranně souměrné, v úžlabních nebo vrcholových květenstvích. Kalich je pětičetný, vytrvalý, kališní lístky jsou na bázi srostlé. Koruna je zvonkovitá nebo kolovitá, modrá nebo výjimečně bílá, pětičetná. Tyčinek je 5 a jsou přirostlé na bázi korunní trubky. Semeník je svrchní, srostlý ze 2 plodolistů, se 2 komůrkami a volnými čnělkami. Vajíček je mnoho. Plodem je tobolka s mnoha drobnými semeny.
Semena Hydrolea spinosa se šíří vodou a na hladině plavou i několik dní.

## Rozšíření
Rod lepice obsahuje 12 druhů. Je rozšířen v tropech porůznu na všech kontinentech, s přesahy do teplejších oblastí mírného pásu. V Evropě se nevyskytuje. Druh Hydrolea zeylanica má široký areál rozšíření zahrnující Afriku, Asii i Austrálii.
Lepice rostou povětšině na vlhkých stanovištích.

## Taxonomie
Rod Hydrolea byl tradičně řazen do čeledi Hydrophyllaceae (dnes součást čeledi brutnákovité). Na základě molekulárních studií byl přeřazen do samostatné čeledi Hydroleaceae v rámci řádu lilkotvaré (Solanales). Oproti Hydrophyllaceae má rod Hydrolea také jiný typ placentace a rozdíly byly nalezeny i v embryologii.
Nejblíže příbuznou skupinou je podle kladogramů APG rovněž drobná čeleď Sphenocleaceae. Ty spolu s čeledí Montiniaceae tvoří v rámci řádu lilkotvaré monofyletickou větev.

## Význam
Lepice Hydrolea zeylanica je v indické medicíně používána na tvrdé vředy a při nákazách patogenními prvoky.